# Walther Penck
Walther Penck (* 30. August 1888 in Wien; † 29. September 1923 in Stuttgart) war ein deutscher Geomorphologe und Geologe. Er war der Sohn des Geographen Albrecht Penck.

## Leben
Penck studierte ab 1907 in Berlin, Wien und Heidelberg Mineralogie, Mathematik, Physik und Chemie. 1908/09 war er mit seinem Vater in den USA, als dieser Austauschprofessor an der Columbia University war, traf dort unter anderem Grove Karl Gilbert und reiste mit ihm über Hawaii, Japan, China und Sibirien nach Deutschland zurück. 1910 wurde er in Heidelberg in Geologie bei Wilhelm Salomon-Calvi promoviert mit einer Arbeit über den Geologischen Bau des Gebirges von Predazzo. Seine Anfänge hatte er in der Geologie der Alpen und ursprünglich auch mineralogische Interessen. Ein Besuch des Kilauea in Hawaii richtete sein Interesse auf die Geologie und speziell Vulkanologie, was auch in seiner Dissertation seinen Niederschlag fand. Penck forschte von 1912 bis 1914 in Argentinien, wo er im Auftrag der argentinischen Bergbauverwaltung unter schwierigen Bedingungen 12.000 Quadratkilometer am Südrand der Puna de Atacama (ein Hochplateau in den Anden) geologisch und topographisch aufnahm. Dabei führte er Erstbesteigungen zahlreicher Sechstausender in den Anden durch. 1914 habilitierte er sich in Leipzig (Hauptzüge im Bau des Südrandes der Puna de Atacama) und 1914/15 war er als Soldat im Ersten Weltkrieg an den Kämpfen im Elsass beteiligt. 1915 wurde er Professor für Geologie am Dârülfünûn in Konstantinopel. Er erforschte während des Ersten Weltkriegs das Bosporus-Gebiet und die Dardanellen (unter anderem ihre Kohlevorkommen) und reiste 1917 durch Kleinasien, wobei er den Uludağ besuchte und an Malaria erkrankte. Während er im Sommer 1918 auf Kur in Deutschland war, brannte 1918 sein von ihm aufgebautes Institut mit allen seinen Sammlungen in Istanbul nieder. Ab 1919 lehrte er als Privatdozent an der Universität Leipzig, erkrankte aber 1922 an Krebs, an dem er mit nur 35 Jahren starb. Zuletzt widmete er sich Studien insbesondere über den Schwarzwald. Viele seiner Arbeiten erschienen erst postum wie sein unvollendetes Hauptwerk Die morphologische Analyse.
Insbesondere aufgrund seiner Studien in den Anden entwickelte er ein geomorphologisches Modell, das eine viel variablere Abfolge von Krustenbewegungen als die Theorie von William Morris Davis (1850–1934) vorsah. Er unterschied insbesondere zwei Arten von Krustenbewegungen, einmal die Großfaltung zum Beispiel in den Alpen mit lateraler Kompression und Synklinalen an den Flanken, und einer Aufwölbung, mit langsamem Beginn und Ende der Hebungen, die zwischenzeitlich beschleunigt waren. Letztere studierte er auch im Schwarzwald und machte sie für die Rumpftreppenbildung (Piedmonttreppen) verantwortlich. Beide Haupttypen der Krustenbewegung konnten nach Penck auch gleichzeitig wirken. Penck empfahl methodologisch zunächst in der Sedimentation nach Hinweisen auf die Krustenbewegung zur Erklärung der Morphologie zu suchen. Er meinte zum Beispiel aus der Talform auf auf- und absteigende Entwicklungen schließen zu können (konkave Hänge – abnehmende Hebung oder Senkung, konvexe Hänge – zunehmend) und sah Klimaeinflüsse als sekundär an. In den USA waren seine Arbeiten zunächst durch die Kritik von Davis und seiner Schule überschattet (die Pencks Ideen teilweise verzerrt wiedergaben), sein Hauptwerk wurde aber in den 1950er Jahren übersetzt und seine Ideen wurden differenzierter aufgenommen. Penck gilt als letzter Exponent der klassischen tektonischen Geomorphologie, der viele Anregungen zur weiteren Forschung gegeben hat, dessen Ansichten und Methoden aber durch die weitere Forschung überholt wurden (und schon in den 1920er Jahren hinsichtlich des Klima-Einflusses teilweise widerlegt wurden).
1923 erhielt er die Carl-Ritter-Medaille der Gesellschaft für Erdkunde in Berlin.
Er war verheiratet und hatte zwei Söhne.

## Sonstiges
Zu Ehren Walther Pencks wurde der Cazadero, ein Sechstausender in Argentinien, auf Walther Penck umbenannt.

## Werke
- Naturgewalten im Hochgebirge, Stuttgart, Strecker und Schröder 1912
- Die tektonischen Grundzüge Westkleinasiens, Stuttgart 1918
- Grundzüge der Geologie des Bosporus, Berlin, Mittler und Sohn 1919 (Veröffentlichungen des Instituts für Meereskunde an der Universität, S. 1–71)
- Der Südrand der Puna de Atacama (NW-Argentinien). Ein Beitrag zur Kenntnis des andinen Gebirgstypus und zu der Frage der Gebirgsbildung, Abh. Sächs. Akad. Wiss., Math.-Naturwiss. Klasse, Band 37, Leipzig 1920, S. 1–420
- Die südliche Puna de Atacama (Kordilleren Nordwestargentiniens), Geologische Charakterbilder 21, Berlin 1921
- Die morphologische Analyse: ein Kapitel der physikalischen Geologie, Geographische Abhandlungen, Reihe 2,2, 1924, S. 1–283 und separat veröffentlicht bei Engelhorn, Stuttgart 1924 (von seinem Vater Albrecht Penck herausgegeben, mit Biographie Walther Pencks von Albrecht Penck)

- - Englische Übersetzung: Morphological analysis of landforms. A contribution to physical geology, New York, St. Martin’s Press 1953 und New York, Hafner Publ. 1972 (auch ins Russische übersetzt)
- Über die Form andiner Krustenbewegung und ihre Beziehung zur Sedimentation, Geologische Rundschau, Band 14, 1923, S. 301–315
- Wesen und Grundlagen der morphologischen Analyse, Berichte Sächs. Akad. Wiss., Math.-Naturwiss. Klasse, Band 72, 1920, S. 65–102
- Die Piedmontflächen des südlichen Schwarzwaldes, Zeitschrift der Gesellschaft für Erdkunde Berlin, 1925, S. 83–103 (Pencks Arbeiten lösten damals eine Debatte über die Entstehung von Rumpftreppen aus)
- Durch Sandwüsten auf Sechstausender. Ein Deutscher auf Kundfahrt, Engelhorn, Stuttgart 1933.
- Puna de Atacama, Engelhorn, Stuttgart 1933